# 江寧道
江宁道是清朝政府在江苏省设置的道之一，属江南江淮扬徐海通等处承宣布政使司（简称江宁布政使司）管辖。其辖境仅为江宁府一府。